# Aridius subfasciatus
Aridius subfasciatus är en skalbaggsart som först beskrevs av Edmund Reitter 1877.  Aridius subfasciatus ingår i släktet Aridius, och familjen mögelbaggar. Arten förekommer tillfälligt i Sverige, men reproducerar sig inte.